# Mark Andrew Capes

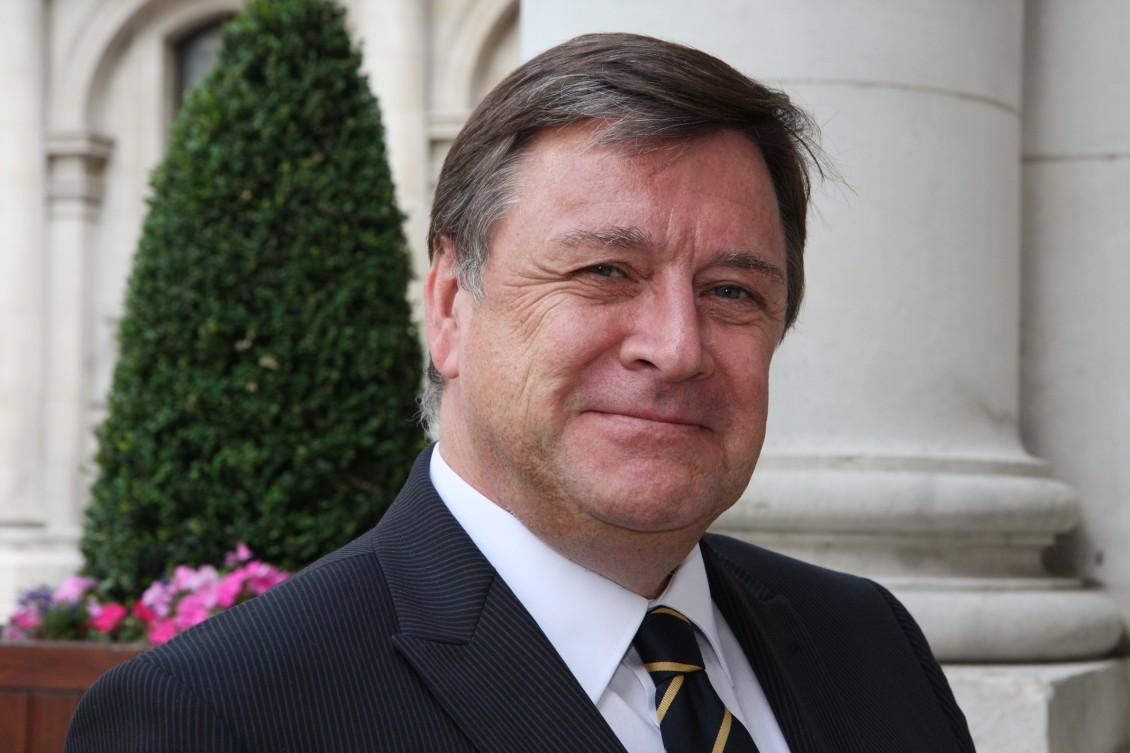
Mark Andrew Capes

Mark Andrew Capes (* 9. Februar 1954 in Birkenhead, Cheshire, England) ist ein ehemaliger britischer Diplomat und Kolonialbeamter, der unter anderem 2004 und 2006 kommissarischer Gouverneur von Anguilla sowie 2007 kommissarischer Gouverneur von Bermuda war. Er war zuletzt zwischen 2011 und 2016 Gouverneur von St. Helena, Ascension und Tristan da Cunha.

## Leben
Mark Andrew Capes trat 1975 in den diplomatischen Dienst (HM Foreign Service) ein und fand bis 1982 verschiedene Verwendungen an den Auslandsverwendungen in Portugal, Jordanien und Jugoslawien sowie Ministerium für Auswärtiges und Commonwealth-Angelegenheiten (Foreign and Commonwealth Office). Im Anschluss war er von 1982 bis 1985 Dritter Sekretär für Handelsangelegenheiten am Hochkommissariat in Nigeria sowie zwischen 1986 und 1989 Dritter Sekretär für Politische Angelegenheiten an der Botschaft in Österreich. 1989 wechselte er ins Außenministerium und war bis 1991 Zweiter Sekretär im Referat Westindische Inseln und Atlantischer Ozean. Danach war er von 1991 bis 1994 stellvertretender Chefsekretär der Verwaltung des Überseegebiets Turks- und Caicosinseln sowie zwischen 1994 und 1999 Erster Sekretär für Wirtschaft, Handel und Umwelt am Hochkommissariat in Neuseeland, ehe er von 1999 bis 2002 stellvertretender Leiter des Referats für parlamentarische Beziehungen und Dezentralisierung im Außenministerium war.
2002 löste Capes Roger Cousins als stellvertretender Gouverneur des Überseegebietes Anguilla ab und bekleidete diese Funktion bis 2006. Nach der Abberufung von Peter Johnstone war er vom 29. April 2004 bis zum Amtsantritt von Alan Huckle am 28. Mai 2004 erstmals als Acting Governor kommissarischer Gouverneur von Anguilla. Das Amt des kommissarischen Gouverneurs bekleidete er abermals nach der Abberufung von Alan Huckle am 2. Juni 2006 bis zum 10. Juli 2006, woraufhin Andrew George neuer Gouverneur wurde. Im Anschluss fungierte er zwischen 2006 und 2009 als Deputy Governor und somit als stellvertretender Gouverneur des Überseegebietes Bermuda. Nach der Abberufung von Sir John Vereker übernahm er am 2. Oktober 2007 den Posten als kommissarischer Gouverneur von Bermuda und übte diesen bis zum 12. Dezember 2007, woraufhin Sir Richard Gozney neuer Gouverneur wurde. Nach Beendigung dieser Tätigkeit war er zwischen 2009 und 2011 als Chief Executive noch Leiter der Verwaltung des Überseegebiets Turks- und Caicosinseln.
Als Nachfolger von Andrew Murray Gurr übernahm Mark Capes schließlich am 29. Oktober 2011 den Posten als Gouverneur von St. Helena, Ascension und Tristan da Cunha und damit offizieller Vertreter des britischen Monarchen auf St. Helena, Ascension und Tristan da Cunha. Er verblieb in dieser Funktion bis zum 18. März 2016, woraufhin Sean Burns zunächst kommissarischer Gouverneur bis zum Amtsantritt von Lisa Honan am 25. April 2016 war.
Aus seiner Ehe mit Tamara Capes gingen die beiden Töchter Alexandra und Sarah Capes hervor.